# Flexiseps
Flexiseps – rodzaj jaszczurek z podrodziny Scincinae w rodzinie scynkowatych (Scincidae).

## Zasięg występowania
Rodzaj obejmuje gatunki występujące na Madagaskarze i okolicznych wyspach. 

## Systematyka

### Etymologia
Flexiseps: łac. flexus „obracanie, zginanie”, od flectere „zginać”; gr. σηψ sēps, σηπος sēpos „rodzaj jaszczurki”.

### Podział systematyczny
Takson wyodrębniony ostatnio z Amphiglossus. Do rodzaju należą następujące gatunki: 
- Flexiseps alluaudi
- Flexiseps andranovahensis
- Flexiseps ardouini
- Flexiseps crenni
- Flexiseps decaryi
- Flexiseps elongatus
- Flexiseps johannae
- Flexiseps mandokava
- Flexiseps melanurus
- Flexiseps meva
- Flexiseps ornaticeps
- Flexiseps stylus
- Flexiseps tanysoma
- Flexiseps tsaratananensis
- Flexiseps valhallae